# Kapitein Landolfi
Kapitein Landolfi is een hoorspel van György Sebestyén. Kapitän Landolfi werd op 27 oktober 1969 door de Österreichischer Rundfunk uitgezonden. Otto Dijk vertaalde het en de NCRV zond het uit op dinsdag 31 januari 1984. De regisseur was Ab van Eyk. Het hoorspel duurde 28 minuten.

## Rolbezetting
- Paul van der Lek (kapitein Landolfi)
- Rob Fruithof (Leonardo)
- Wim Kouwenhoven & Bob van Tol (verdere medewerkenden)

## Inhoud
Over Atlantis spreekt kapitein Landolfi, een man als van ijzer, over zijde en specerijen die hij koopt en verkoopt, en over de legendarische vogel Rok op Madagaskar, die groter is dan een schip en een diamant in de snavel draagt. Maar hij spreekt er slechts over. Het geloof in deze raadselachtige dingen heeft hij reeds lang verloren. Ooit, toen hij nog jong was, heeft hij ernaar gezocht, daar hij er zeker van was er het geheim in te vinden dat schuilde in alles wat hij op het vasteland en daarna op zee onderzocht en gezocht had en wat hem de sleutel tot al het verborgen geblevene leek. Hij had als kind een fles gebroken om te zien wat er wel in kon zitten, een lampenkap gescheurd om daarin het licht te kunnen grijpen, twintig bladzijden van een gebedenboek opgeknabbeld om te ervaren hoe het murmelen van zijn moeder smaakte. Later meende hij het onbekende, nooit grijpbare en toch steeds werkzame in het kletteren van het schuim te kunnen horen, in de wind te kunnen ruiken, in het lichaam van een meisje te kunnen bespeuren. Maar hij moest zich schikken als hij zag dat al zijn pogingen hem geen stap verder brachten...